# Сако (Монтана)
Сако (енгл. Saco) град је у америчкој савезној држави Монтана.

## Демографија
По попису из 2010. године број становника је 197, што је 27 (-12,1%) становника мање него 2000. године.
| Група             | 2000.       | 2010.       |
| Белци             | 216 (96,4%) | 186 (94,4%) |
| Афроамериканци    | 0 (0,0%)    | 0 (0,0%)    |
| Азијати           | 0 (0,0%)    | 2 (1,0%)    |
| Хиспаноамериканци | 0 (0,0%)    | 1 (0,5%)    |
| Укупно            | 224         | 197         |